# Time Is on My Side
Time Is on My Side är en låt skriven av Jerry Ragovoy (under pseudonymen Norman Meade) som först spelades in av jazzmusikern Kai Winding 1963. Låten spelades 1964 in av soulsångaren Irma Thomas och hade då fått en utökad text av Jimmy Norman. Den blev b-sida till hennes singel "Anyone Who Knows What Love Is (Will Understand)". Rolling Stones spelade in låten samma år i två versioner. Den första versionen som spelades in har ett orgelintro och togs med på det amerikanska albumet 12X5. Den andra versionen har istället ett gitarrintro och mer genomarbetat arrangemang. Denna version togs med på det europeiska albumet Rolling Stones No. 2 och är vanligtvis den version som spelas i radio och finns med på samlingsskivor med gruppen. Rolling Stones version släpptes 1964 som singel i USA och i några europeiska länder, men inte i Storbritannien.

## Listplaceringar, The Rolling Stones
| Lista (1964-1965) | Position              |
| ----------------- | --------------------- |
| Finland           | 20                    |
| Flandern          | 5                     |
| Kanada            | 4 (RPM)               |
| Nederländerna     | 6                     |
| Nya Zeeland       | 2 (Lever Hit Parade)  |
| Sverige           | 15 (Kvällstoppen)     |
| USA               | 6 (Billboard Hot 100) |
| Vallonien         | 16                    |
| Västtyskland      | 28                    |

| Lista (Liveversion, 1982) | Position |
| ------------------------- | -------- |
| Storbritannien            | 62       |